# Distretto di Shanzhou
Il distretto di Shanzhou (陕州区S, ShǎnzhōuP) è un distretto della Cina, situato nella provincia di Henan e amministrato dalla prefettura di Sanmenxia.